# Ito Morabito
Ito Morabito (* 1977 Marseille) je francouzský designér.
Obchodní značka jeho práce je Ora-Ïto. Zahrnuje návrhy pro výrobce hodinek Swatch, domácí spotřebiče Gorenje, pivovar Heineken nebo tabákové výrobky a vůně Davidoff.

## Styl
Za jeho prací se skrývá jasná filozofie spojení jednoduchosti a komplexnosti.[zdroj?] Jeho styl je možné popsat jako minimalismus s organickými technicko-futuristickými elementy.